# マザーズ

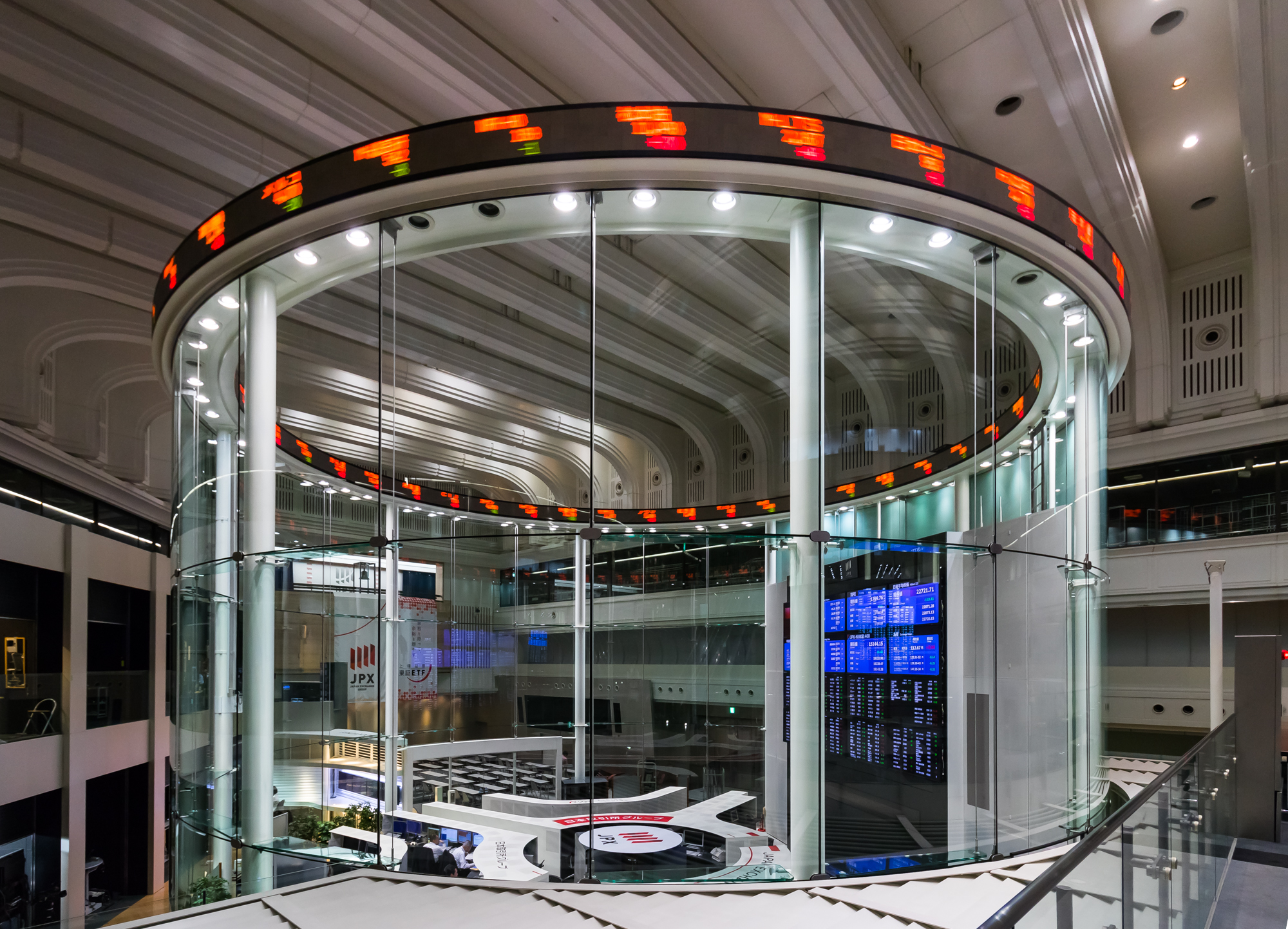
東京証券取引所

東証マザーズ市場（とうしょうマザーズしじょう、英: Mothers、「Market of the high-growth and emerging stocks」に由来する名称）は、東京証券取引所が開設していた新興企業向けの株式市場である。2022年2月2日現在において、424社が上場していた。2022年4月4日に廃止され、JASDAQグロース市場と統合して1社の例外を除いて東証グロース市場に引き継がれる。

## 概要
大阪証券取引所（現大阪取引所）の当時のナスダック・ジャパン（後のヘラクレス市場→現ジャスダックに統合）に対抗する形で、1999年11月に開設された。同年12月22日にインターネット総合研究所 (IRI) とリキッドオーディオ・ジャパン（現ニューディール）が上場第1号企業となった。なお、2013年7月16日に大阪証券取引所との現物市場取引統合に伴い、大証がこれまで運営していたジャスダックも東証が管理・運営することになったため、東証は2つの新興企業向け市場を運営する形となった。

## 上場・上場廃止に関する規定
上場基準が、東証一部・東証二部・JASDAQより大幅に緩いため、起業して間もない企業も新規に上場していた。
上場審査基準は、株主数、流通株式、事業継続年数、虚偽記載又は不適正意見など、上場会社監査事務所による監査、株式事務代行機関の設置、株券の種類、指定振替機関における取扱いのすべての要件がそろえば新規上場が可能となる。東証一部・東証二部・JASDAQとは異なり、債務超過の企業も上場可能である。
他方で、マザーズ上場企業には一部や二部上場の企業よりもさらに高い経営の透明性と情報公開が要求され続ける。マザーズ上場企業は、一部や二部で求められる法定開示やタイムリーディスクロージャーに加え、第一、第三四半期業績の開示と投資に関する会社説明会を年2回以上開催することが義務づけられている。
2020年11月1日以降にマザーズへ新規上場申請を行った企業は、上場後に1事業年度に1回以上「事業計画及び成長可能性に関する事項」の開示が義務付けられる他、流通株式時価総額5億円未満又は流通株式比率25％未満となった場合は、その早期の改善に向けた取組及びその進捗状況の開示が求められる。
上場基準は以下の通りであった。
2020年10月31日申請分まで
| 審査基準                          | マザーズ                                                                                    |
| --------------------------------- | ------------------------------------------------------------------------------------------- |
| 株主数 （上場時見込み）           | 200人以上 （上場時までに500単位以上の公募を行うこと）                                       |
| 流通株式数 （上場時見込み）       | 2,000単位以上                                                                               |
| 流通株式時価総額 （上場時見込み） | 5億円以上                                                                                   |
| 流通株式比率 （上場時見込み）     | 上場株券等の25%以上                                                                         |
| 時価総額 （上場時見込み）         | 10億円以上                                                                                  |
| 事業継続年数                      | 新規上場申請日から起算して、 1年前以前から取締役会を設置して 継続的に事業活動をしていること |

2020年11月1日申請分以降
| 審査基準                          | マザーズ | （参考） グロース |
| --------------------------------- | --- | --- |
| 株主数 （上場時見込み）           | 150人以上 （上場時までに500単位以上の公募を行うこと）                                                                      | 150人以上 |
| 流通株式数 （上場時見込み）       | 1,000単位以上 | 1,000単位以上 |
| 流通株式時価総額 （上場時見込み） | 5億円以上 | 5億円以上 |
| 流通株式比率 （上場時見込み）     | 上場株券等の25%以上 | 25%以上 |
| 事業継続年数                      | 新規上場申請日から起算して、 1年前以前から取締役会を設置して 継続的に事業活動をしていること                                | 1か年以前から取締役会を設置して、 継続的に事業活動をしていること |
| 登録上場会社等監査人 による監査   | 「新規上場申請のための有価証券報告書」 に記載及び添付される財務諸表等について、 上場会社監査事務所の監査等を受けていること | 「新規上場申請のための有価証券報告書」 に記載及び添付される財務諸表等について、 登録上場会社等監査人 （日本公認会計士協会の品質管理レビューを受けた者に限る） の監査等を受けていること |

マザーズにおける上場廃止基準は、株主数、流通株式数、流通株式時価総額、流通株式比率、時価総額、株価（2009年11月9日以降に上場した企業のみ）、2期連続の債務超過、売上高、売買高、虚偽記載又は不適正意見等、特設注意市場銘柄等、上場契約違反等、その他（破産や反社会的勢力の関与など）等々に関する規定に違反した場合。
マザーズ上場企業（マザーズから東証一部・二部への指定替えを行った企業も含む）における特設注意市場銘柄へ指定された企業は、JASDAQ上場企業に次いで2番目に多い。ほとんどの企業は内部管理体制などが改善されたとして特設注意市場銘柄の指定が解除されているが、京王ズホールディングスとフード・プラネット（マザーズから東証二部へ指定替え）の2社は内部管理体制確認書の審査結果により上場廃止となっており（京王ズホールディングスは有価証券上場規程改正前の上場廃止基準により2015年に、フード・プラネットは有価証券上場規程改正後の2017年に上場廃止）、フード・プラネットは上場廃止の9日後に破産手続開始決定を受けている。

## 市場変更・選択に関する規定
マザーズから東証一部への市場変更基準は、株主数、流通株式時価総額、時価総額、事業継続年数、利益の額又は売上高、連結純資産の額が50億円以上（単体において債務超過になっていないこと）、虚偽記載又は不適正意見等、株式事務代行機関の設置、単元株式数、株式の譲渡制限、株券の種類、指定振替機関における取扱い、合併等の実施の見込みなどの要件が揃えば東証一部への市場変更が可能となっていた。マザーズから東証二部への市場変更基準は、株主数、流通株式時価総額、事業継続年数、利益の額又は売上高、連結純資産の額が正、虚偽記載又は不適正意見等、株式事務代行機関の設置、単元株式数、株式の譲渡制限、株券の種類、指定振替機関における取扱い、合併などの実施の見込み等の要件が揃えば東証二部への市場変更が可能となっていた。また、2020年11月1日にJASDAQと市場変更基準が共通化された。
マザーズから東証一部への市場変更基準は以下の通りであった。
2020年10月31日申請分まで
| 審査基準                                                                         | A基準 （但しA基準の 全てに適合すること） | B基準 （但しB基準の 全てに適合すること） |
| -------------------------------------------------------------------------------- | --- | --- |
| 株主数 （市場変更時見込み）                                                      | 2,200人以上 | 2,200人以上 |
| 流通株式数 （市場変更時見込み）                                                  | 20,000単位以上 | 20,000単位以上 |
| 流通株式時価総額 （市場変更時見込み）                                            | 20億円以上 | 10億円以上 |
| 流通株式比率 （市場変更時見込み）                                                | 35%以上 | 35%以上 |
| 時価総額 （市場変更時見込み）                                                    | 40億円以上 | 250億円以上 |
| 利益の額又は売上高 （利益の額については、 連結経常利益金額に少数株主損益を加減） | 以下のいずれかに適合すること *最近2年間の利益の額の総額が5億円以上 *時価総額が500億円以上 (最近1年間における売上高が 100億円未満である場合を除く) | 以下のいずれかに適合すること *最近2年間の利益の額の総額が5億円以上 *時価総額が500億円以上 (最近1年間における売上高が 100億円未満である場合を除く) |
| 純資産の額 （上場時見込み）                                                      | 連結純資産の額が10億円以上 （かつ、単体純資産の額が負でないこと） | 連結純資産の額が10億円以上 （かつ、単体純資産の額が負でないこと） |
| 事業継続年数                                                                     | 市場変更申請日の直前事業年度の末日から起算して、 3か年以前から取締役会を設置して、 継続的に事業活動をしていること | 市場変更申請日の直前事業年度の末日から起算して、 3か年以前から取締役会を設置して、 継続的に事業活動をしていること |
| 虚偽記載又は不適正意見等                                                         | *最近5年間の有価証券報告書等に「虚偽記載」なし *最近5年間「無限定適正」または 「除外事項を付した限定付適正」 *次の（a）及び（b）に該当するものでないこと **（a）最近1年間の内部統制報告書に「評価結果を表明できない」旨の記載 **（b）最近1年間の内部統制監査報告書に「意見の表明をしない」旨の記載 | *最近2年間の有価証券報告書等に「虚偽記載」なし *最近2年間（最近1年間を除く）の 財務諸表等の監査意見が 「無限定適正」又は「除外事項を付した限定付適正」 *最近1年間の財務諸表等の監査意見が原則として「無限定適正」 *次の（a）及び（b）に該当するものでないこと **（a）最近1年間の内部統制報告書に「評価結果を表明できない」旨の記載 **（b）最近1年間の内部統制監査報告書に「意見の表明をしない」旨の記載 |

2020年11月1日申請分以降
| 審査基準                                                                         | マザーズ・JASDAQから 東証一部への 市場変更基準 | （参考） 東証プライムへの 新規上場基準 |
| -------------------------------------------------------------------------------- | --- | --- |
| 株主数 （市場変更時見込み）                                                      | 800人以上 | 800人以上 |
| 流通株式数 （市場変更時見込み）                                                  | 20,000単位以上 | 20,000単位以上 |
| 流通株式時価総額 （市場変更時見込み）                                            | 100億円以上 | 100億円以上 |
| 流通株式比率 （市場変更時見込み）                                                | 35%以上 | 35%以上 |
| 時価総額 （市場変更時見込み）                                                    | 250億円以上 | 250億円以上 |
| 利益の額又は売上高 （利益の額については、 連結経常利益金額に少数株主損益を加減） | 以下のいずれかに適合すること *最近2年間の利益の額の総額が25億円以上 *最近1年間における売上高が100億円以上である場合で かつ時価総額が1,000億円以上 | 以下のいずれかに適合すること *最近2年間の利益の額の総額が25億円以上 *最近1年間における売上高が100億円以上である場合で かつ時価総額が1,000億円以上となる 見込みのあること |
| 純資産の額 （上場時見込み）                                                      | 連結純資産の額が50億円以上 （かつ、単体純資産の額が負でないこと）                                                                                 | 連結純資産の額が50億円以上 （かつ、単体純資産の額が負でないこと） |
| 事業継続年数                                                                     | 3か年以前から取締役会を設置して、 継続的に事業活動をしていること                                                                                  | 3か年以前から取締役会を設置して、 継続的に事業活動をしていること |

マザーズから東証二部への市場変更基準は以下の通りであった。
2020年10月31日申請分まで
| 審査基準                                                                         | 市場変更基準 |
| -------------------------------------------------------------------------------- | --- |
| 株主数 （市場変更時見込み）                                                      | 800人以上 |
| 流通株式数 （市場変更時見込み）                                                  | 4,000単位以上 |
| 流通株式時価総額 （市場変更時見込み）                                            | 10億円以上 |
| 流通株式比率 （市場変更時見込み）                                                | 30%以上 |
| 時価総額 （市場変更時見込み）                                                    | 20億円以上 |
| 利益の額又は売上高 （利益の額については、 連結経常利益金額に少数株主損益を加減） | 以下のいずれかに適合すること *最近2年間の利益の額の総額が5億円以上 *時価総額が500億円以上 (最近1年間における売上高が 100億円未満である場合を除く) |
| 純資産の額 （上場時見込み）                                                      | 連結純資産の額が10億円以上 （かつ、単体純資産の額が負でないこと） |
| 事業継続年数                                                                     | 市場変更申請日の直前事業年度の末日から起算して、 3か年以前から取締役会を設置して、 継続的に事業活動をしていること |
| 虚偽記載又は不適正意見等                                                         | *最近2年間の有価証券報告書等に「虚偽記載」なし *最近2年間（最近1年間を除く）の 財務諸表等の監査意見が 「無限定適正」又は「除外事項を付した限定付適正」 *最近1年間の財務諸表等の監査意見が原則として「無限定適正」 *次の（a）及び（b）に該当するものでないこと **（a）最近1年間の内部統制報告書に「評価結果を表明できない」旨の記載 **（b）最近1年間の内部統制監査報告書に「意見の表明をしない」旨の記載 |

2020年11月1日申請分以降
| 審査基準                                                                         | マザーズ・JASDAQから 東証二部への 市場変更基準                   | （参考） 東証スタンダードへの 新規上場基準                       |
| -------------------------------------------------------------------------------- | ---------------------------------------------------------------- | ---------------------------------------------------------------- |
| 株主数 （市場変更時見込み）                                                      | 400人以上                                                        | 400人以上                                                        |
| 流通株式数 （市場変更時見込み）                                                  | 2,000単位以上                                                    | 2,000単位以上                                                    |
| 流通株式時価総額 （市場変更時見込み）                                            | 10億円以上                                                       | 10億円以上                                                       |
| 流通株式比率 （市場変更時見込み）                                                | 25%以上                                                          | 25%以上                                                          |
| 利益の額又は売上高 （利益の額については、 連結経常利益金額に少数株主損益を加減） | 最近1年間の利益の額の総額が1億円以上                             | 最近1年間の利益の額の総額が1億円以上                             |
| 純資産の額 （上場時見込み）                                                      | 連結純資産の額が正                                               | 連結純資産の額が正                                               |
| 事業継続年数                                                                     | 3か年以前から取締役会を設置して、 継続的に事業活動をしていること | 3か年以前から取締役会を設置して、 継続的に事業活動をしていること |

2020年2月7日に実施された有価証券上場規程改正で、同日以降にマザーズから東証一部・二部へ市場変更を実施し、かつ申請書類に重大な虚偽記載を記載を行った上場企業は、特設注意市場銘柄に指定された場合並びに改善報告書の提出（施行規則で定める場合を除く）を求められた場合は、特設注意市場銘柄の指定並びに改善報告書の提出を求められた時点と同時に、指定替え・市場変更等の特例により、再度マザーズへの市場変更もしくは他の市場への市場変更がそれぞれ行われる。ハイアス・アンド・カンパニーとEduLabの2社は、指定替え・市場変更等の特例により東証一部からマザーズへ再度市場変更されている。
2014年3月、東証一部へのステップアップを視野に入れた成長企業向けの市場という位置付けをさらに明確するため、上場後10年を経過した場合の上場廃止基準の見直しと市場変更を促す市場選択制度を新たに導入し、適用を開始した。具体的には二部市場と同じ上場廃止基準が適用されるとともに（2009年11月9日以降にマザーズへ上場した企業は株価による上場廃止基準も適用）、二部市場への変更かマザーズ市場への上場継続かを選択する必要がある。東証二部上場を選択した場合は、上場後10年を経過した日以降初めて到来する事業年度末の属する月の翌月から起算して5か月目の月初め（市場選択期間開始日の属する月の翌月初）に東証二部へ市場変更となる。マザーズ市場への上場継続を選択した場合、5年後に再度二部市場への変更かマザーズ市場への上場継続かを選択する必要がある。時価総額40億円未満の上場企業がマザーズ市場への上場継続を選択した場合は、市場選択申請書、上場企業が作成した「高い成長可能性に関する説明書面」、上場企業以外の者であって、企業価値又は株価の評価に係る専門的知識及び経験を有するものが作成した「高い成長可能性に係る確認書」の添付が義務付けられる。
選択期間は以下の通りである。
- 2004年3月までにマザーズへ上場した上場企業
2014年3月以降初めて到来する事業年度末から起算して3か月経過した日の翌日の10営業日の間に最初の市場選択を行い、マザーズに継続上場することを選択した場合は5年後に再度二部市場への変更かマザーズ市場への上場継続かを選択。
- 2004年4月以降にマザーズへ上場した上場企業
上場後10年経過した日の属する事業年度末から起算して3か月経過した日の翌日の10営業日の間に最初の市場選択を行い、マザーズに継続上場することを選択した場合は5年後に再度二部市場への変更かマザーズ市場への上場継続かを選択。

## 新市場区分への移行
東証は2020年2月21日と2020年7月29日に、2022年4月4日に施行予定である新市場区分の概要を発表。新市場（プライム・スタンダード・グロース）への移行に関しては、市場選択制度を導入し、2021年9月1日から12月30日までを選択期間とした。選択期間に選択申請が行われなかった場合は、JASDAQグロース上場企業と同様にグロース市場を選択したものとして取り扱う。東証マザーズとJASDAQグロース合計460社の内459社が東証グロースに移行し、1社（株式会社インタースペース）が東証スタンダードを選択した。指定替え・市場変更等の特例の適用によりマザーズへ再度市場変更されたEduLabは、当初は東証スタンダードを選択していたが、マザーズへ再度市場変更された事に伴い東証グロースへの選択申請を再度行った。
東証マザーズおよびJASDAQグロース上場企業における市場選択は以下の通りである。
| 現在の上場市場区分          | プライムを選択                     | スタンダードを選択                 | グロースを選択                 |
| --------------------------- | ---------------------------------- | ---------------------------------- | ------------------------------ |
| 東証マザーズ JASDAQグロース | 新規上場と同様の審査手続 1社が選択 | 新規上場と同様の審査手続 1社が選択 | 市場選択に係る手続 459社が選択 |

## 沿革
- 1999年11月 - 東証マザーズ市場開設。
- 2000年11月 - 外国会社向け上場制度の新設。
- 2003年9月16日 - 東証マザーズ指数の算出開始。
- 2011年3月 - 東証マザーズ上場10年経過後の適応基準の制定。
- 2016年7月19日 - 東証マザーズ指数先物の上場。
- 2022年4月4日 - 東証マザーズ市場を廃止[2]。東証マザーズ指数は過去に東証マザーズ市場に上場していた銘柄と新規に東証グロース市場に上場する銘柄を対象として継続する[20]。ただし、東証マザーズ指数とは別に東証グロース市場指数も作成する[21]。
- 2023年4月3日 - 東証マザーズCore指数を廃止。[21]
- 2023年11月4日 - 東証マザーズ指数としての運用を終了。終値663.86。6日より「東証グロース市場250指数」に名称変更。